# Вернио (Франция)
Вернио (фр. Vernioz) — коммуна во Франции, находится в регионе Рона — Альпы. Департамент коммуны — Изер. Входит в состав кантона Руссильон. Округ коммуны — Вьенн.
Код INSEE коммуны — 38536. Население коммуны на 2007 год составляло 1097 человек. Населённый пункт находится на высоте от 218 до 408 метров над уровнем моря. Муниципалитет расположен на расстоянии около 430 км юго-восточнее Парижа, 38 км южнее Лиона, 70 км западнее Гренобля. Мэр коммуны — M. Guy Roux, мандат действует на протяжении 2001—2008 гг.
Динамика населения (INSEE):